# Paul Hans Jaeger
Paul Hans Jaeger (* 10. März 1886 in Laach; † 30. April 1958 in Essen-Rüttenscheid) war ein deutscher Politiker der FDP.

## Leben
Der Sohn eines Baumeisters besuchte die Volksschule und die Oberrealschule in Kassel. Anschließend machte er eine kaufmännische Lehre. Ab 1922 war er bei der Friedrich Krupp AG beschäftigt, wo er bis zum Personalchef aufstieg. 1952 ging er in den Ruhestand.
Seit 1919 war er Mitglied der DVP. 1945 gehörte er zu den Mitbegründern des FDP-Kreisverbandes. Zwischen 1946 und 1948 war er Vorsitzender des Bezirkes Niederrhein. Für die FDP war er zwischen 1950 und 1952 Mitglied des Bürgerausschusses. Ab dem 9. November 1952 gehörte er dem Rat der Stadt Essen an und wurde am 18. November zum zweiten Bürgermeister gewählt. Seit dem 22. Januar 1953 gehörte Jaeger dem Deutschen Bundestag, als er für den verstorbenen Hans Albrecht Freiherr von Rechenberg nachrückte, bis zum 7. September 1953 an.

## Rechtsstreit
Gegen Jaegers Einzug in den Bundestag erhob der auf der nordrhein-westfälischen Landesliste nächstplatzierte Hanns Linhardt Einspruch. Der nordrhein-westfälische Landeswahlleiter hatte ihn wegen seines zwischenzeitlich erfolgten Umzugs nach Westberlin nicht berücksichtigt und Jaeger als Nachrücker bestimmt. Der Wahlprüfungsausschuss des Deutschen Bundestages stellte am 1. Juli 1953 jedoch fest, dass Jaegers Nachrücken nicht rechtens war und Linhardt eigentlich in den Bundestag hätte einziehen müssen, ließ Jaeger aber eine Frist von einem Monat für eine Beschwerde beim Bundesverfassungsgericht. Der Mandatsverlust Jaegers wurde erst am 7. September wirksam, als die Legislaturperiode des ersten Bundestages bereits zu Ende war, so dass die Mandatsaberkennung nicht mehr praktisch wirksam wurde.
Diese letztendlich gegen Jaeger ergangene Entscheidung stellt bis heute die einzige nach einem Einspruch erfolgte Aberkennung des Mandats eines Bundestagsabgeordneten dar.